# Tor Hedberg
Tor Harald Hedberg (Stoccolma, 23 marzo 1862 – 13 luglio 1931) è stato uno scrittore svedese.
Direttore del Dramatiska Teater, fu autore di drammi e opere varie, tra le quali si ricordano Oro e verdi foreste (1895), Le vie tortuose dell'amore (1910), Judas (1895), Gerhard Grim (1897) e Johan Ulfstjerna (1907, sul quale è basato il film omonimo di John W. Brunius del 1923).